# 山口一郎 (歌手)
山口 一郎（やまぐち いちろう、1980年〈昭和55年〉9月8日 - ）は、日本のシンガーソングライター。ロックバンド・サカナクションのボーカリスト、ギタリスト。北海道小樽市出身。ヒップランドミュージック所属。

## 概要
札幌第一高等学校卒業。血液型はO型。ロックバンド・サカナクションのフロントマンであり、ほぼ全ての楽曲の制作を行っている。稀に「一路」の表記を使用する。
本人曰く、音楽を始めたきっかけは、文学との出会いだったといい、楽曲制作においては、歌詞を重要視している。両親は、小樽市富岡で喫茶店「メリーゴーランド」を営んでいた。
父は、大学中退後に渡仏を経て、スウェーデンで看板画家をした後、小樽に移住し、木彫作家として活動。小樽運河の保存活動に携わったことを機に、2003年に小樽市議会議員に当選。3期12年にわたって務めた後、現在は木彫工房を営んでいる。
実家の喫茶店で流れている音楽を聴き、友部正人を筆頭としたフォーク歌手のライブを見るうちに、大きな影響を受け、家にあるフォークギターを弾くようになった。
最初にコピーした楽曲は、イルカ「なごり雪」であったという。自身の音楽の始まりは、フォークソングであると語り、その後にクラフトワークやYMO、ビートルズやサイモン&ガーファンクルに出会ったと発言している。
また、とても大きな影響を受けたアーティストにレイ・ハラカミも挙げている。デビュー前、レコード店（HMV）にてアルバイトをしていた際にレイ・ハラカミの楽曲を耳にし、それをきっかけに電子音楽に傾倒しようと決めたと語っている。
自身の歌唱に大きな影響を与えたボーカリストとしては、元SUPER BUTTER DOGの永積タカシ（ハナレグミ）を挙げ、そのほかにはコールドプレイのクリス・マーティンなども挙げている。 なお、初めて買ったCDは、B'z「太陽のKomachi Angel」。
2010年に右耳の突発性難聴を発症。発症からしばらく右耳がほとんど聴こえない状態だったが、2015年に毎日放送『情熱大陸』に出演した際は、低い音であれば聴こえるようになったと語っている。
2020年には、持病として群発性頭痛を患っていることを公表。自身のInstagramにて「群発性頭痛を発症してから、もう何年も経ちます」と投稿した。山口の場合は、発作が集中して起こる期間（群発期）が数ヶ月続くという。症状については「信じられないくらいの痛みが頭の片側、目の裏辺りを襲う」と語っている 。
2022年7月1日、体調不良のため、一定期間休養することを発表。2024年1月7日、YouTubeにてドキュメンタリー動画が投稿され、うつ病であることを公表。2025年3月4日、自身のInstagramアカウントを更新し、うつ病と共存しながら音楽制作に取り組む思いを1264文字の長文で綴った。

## 来歴
メジャーデビュー以前
- 実家の喫茶店でライブを行っていたフォーク歌手のライブに影響を受け、実家にあったフォークギターを弾きはじめる。
- 17歳の頃、レコード会社・ビクターエンタテインメントの育成枠に組み込まれる。
- 1998年、札幌第一高等学校の同級生である岩寺らと、バンド「ダッチマンズサンコンズ」を結成（その後「ダッチマン」に改名）。ほとんどの楽曲の作詞・作曲を手がける。2005年に解散となったが、このときに制作された楽曲は一部、サカナクションの楽曲として再録されている。当時は、山口がDJをし、岩寺がギターでアドリブを合わせるというプレイスタイルであった。

2007年
- メジャーデビューするにあたり、当時サポートメンバーだった草刈愛美・岡崎絵美・江島啓一を正式メンバーとし、サカナクションを結成。
- アルバム『GO TO THE FUTURE』で、当時ビクターエンタテインメントの傘下レーベルであったBabeStar Labelからメジャーデビュー。

2009年
- ビクターエンタテインメントへ移籍。

2010年
- 楽曲「Magic Time」をSMAPへ提供。
- Base Ball Bearの楽曲「kimino-me」にゲストボーカルとして参加。
- アルバム『kikUUiki』ツアーのリハーサル中に、右耳の突発性難聴を発症。自身でも異常に気付いたというが、ツアーを優先して病院へ行くのが遅れたため、完治していない。

2011年
- 星野源とのUstream番組『サケノサカナ』の不定期生放送を開始。

2012年
- ラジオ番組『SCHOOL OF LOCK!』内のコーナー「ARTIST LOCKS!」として『サカナLOCKS!』のレギュラー放送が開始。
- 楽曲「Moment」をSMAPに提供。

2013年
- 大晦日、サカナクションとして第64回NHK紅白歌合戦に初出場し「ミュージック」を演奏。

2014年
- 星野源とのUstream番組『サケノサカナ』をリニューアルした『夜のテレビジョン』の生放送を開始。
- 10月、寺田克也が描いた山口の顔のイラストが、東京にて開催された「レッドブル・ミュージック・アカデミー」の広告ビジュアルに採用。

2015年
- 楽曲「ホーリーダンス」で、自身初のミュージックビデオの監督を務める[15]。
- 8月23日、NHK-FM『サカナクション・山口一郎 Night Fishing Radio』にてパーソナリティを担当。「30年後―音楽の未来へ」をテーマに、ゲストを迎えてトークを行った[16]。
- 以前から交流のある電気グルーヴのドキュメンタリー映画『DENKI GROOVE THE MOVIE? ～石野卓球とピエール瀧～』で、映画初出演を果たす[17]。
- 8月24日、スペースシャワーTVにて山口が選曲したミュージックビデオを放送する番組『MUSICIAN'S SELECT 〜selected by 山口一郎（サカナクション）〜』を放送[18]。
- 9月30日、ライブやイベントなどで以前から交流のあったアパレルブランド・ANREALAGEの2016年春夏パリコレクションにサウンドディレクションとして参加[19]。

2016年
- 1月からの3ヶ月連続で、InterFM897『TOKYO NIGHT FISHING』のパーソナリティを務める。
- テレビ朝日系『タモリ倶楽部』の「空耳アワード」のコーナーに、3月4日・11日の2週連続で出演。
- サッポロビール生ビール黒ラベル「大人エレベーター」シリーズのCMに出演。同い年の俳優・妻夫木聡との共演を果たす。
- 11月16日、株式会社NFを設立し、代表取締役に就任。

2019年
- 大塚製薬「カロリーメイト」のCM「考えつづける人」篇に出演。ナレーションも務めた。
- ソフトバンクのCM「速度制限マン」篇に出演。広瀬すずなどと共演を果たす。

2020年
- ソフトバンクのCM「5Gってドラえもん?」シリーズでナレーションを務める。

2021年
- 楽曲「モス」ミュージックビデオに出演した井手上漠の初フォトエッセイの帯文に寄稿[20]。
- 『がんばれ!TEAM NACS』（WOWOW）最終話にて、TEAM NACS「ナックスハリケーン」をリミックスした「ナックスハリケーン2.0」を制作。2022年2月よりTEAM NACSの番組『ハナタレナックス』（北海道テレビ）のテーマ曲に使用されている。
- 10月22日、新プロジェクト「ADAPT－APPLY（アダプト－アプライ）を発表。

2022年
- 7月1日、体調不良のため一定期間休養することを発表[11]。
- 11月16日を「いい一郎の日」と題し、自身のInstagramで生配信を実施。完全な回復には至っていないものの、SNSまわりから復帰することを語った[21]。

2025年
- 2月19日、新曲「怪獣」のリリースを記念して、自身のYouTubeチャンネルでライブ配信を実施。ファンとのQ&Aセッションを行ったほか、アコースティックバージョンで「怪獣」の生歌を初披露した[22]。
- 2月20日、サカナクションとして約3年ぶりとなる新曲「怪獣」を配信リリース。本楽曲は、NHK総合で放送されているテレビアニメ『チ。―地球の運動について―』オープニング主題歌として書き下ろされた[23]。リリース後、Spotifyに至っては日本国内での1日あたりの再生回数歴代記録を更新した[14]。
- 3月16日、田中裕介が監督を務めた「怪獣」ミュージックビデオを公開した[24]。

## 人物
- 身長は168cmで、体型は非常に細身。好物はグミ[25]。『サケノサカナ』第6回放送時に「コーラ餅グミ」を紹介したところ、販売元の明治から、グミやその姉妹品がボックスで贈られた[26]。
- 喫煙者である。禁煙していた時期もあるが[27]、現在は加熱式たばこの「Ploom X」を吸っている[28][29]。過去には、IQOSを吸っていた。洋服は、Maison Margielaやコム・デ・ギャルソンを好んで着る。
- 釣りがとても好き[2]で、オリンピックの種目に釣りがあったら、ミュージシャンになっていなかった、というほど。特に、夜釣りを好み、自身の作品やレーベルに「ナイトフィッシング」の名前を冠している。
- 小学・中学時代は、野球部に所属していた[30][31]。岐阜県出身の父親の影響で、物心ついたころから中日ドラゴンズのファンである。自身の誕生日である2011年9月8日に開催された中日対巨人戦（ナゴヤドーム）では、始球式を行った[32]。また、2022年にナゴヤ球場[注 1]の外野フェンスの広告枠を自費で購入し「サカナクション」と書かれた広告を掲出した[33]。
- 『サケノサカナ』で共演して以来、星野源と親交が深い。2013年3月8日放送の『RADIPEDIA 星野源復活生放送SP』では、飛び入りで出演した。また、音楽雑誌『MUSICA』初代編集長・鹿野淳とも親交が深く、MUSICAでは2人でのコーナーが掲載されている。
- 建築インテリアデザイナーの片山正通に対し「僕の人生を変えてくれた1人」と話すほどであり、共にフランスへ旅行へ行くほどの関係である。片山の50歳の誕生日会では、個人の催し物では珍しく、サカナクションとしてのライブを行った。同郷である大泉洋とも旧知の仲ではあるが、度々「因縁の仲」として取り上げられている[34]。以前は、Base Ball Bearの小出祐介と親交が深く、彼らの楽曲「kimino-me」に山口がゲストボーカルとして招かれたり、ラジオ番組で対談を行ったこともある[35]。
- 実家で「とら坊」という名前の猫を飼っていたが、2019年11月に逝去した[36]。しかし現在、母がノラ猫を拾い「ココ」と名付けて飼っている。

## 出演

### ラジオ

#### 現在のレギュラー出演番組
- サカナクション・山口一郎 "Night Fishing Radio"（2015年8月23日より不定期放送[16]、2017年4月9日より隔週日曜18:00-18:50、NHK-FM）
- 加藤さんと山口くん（2020年7月19日・10月4日 - 、STVラジオ）- 同じ小樽市出身のお笑い芸人・極楽とんぼの加藤浩次と共演するラジオ。

#### 過去の出演番組
- 『SCHOOL OF LOCK! FRIDAY』内「サカナLOCKS!」（2012年4月2日 - 2023年9月29日、JFN系列：毎週金曜 22:30 - 22:53[注 2]）
サカナクションとしての冠コーナーであるが、他のメンバーは副担任として不定期に出演するため、レギュラー出演者は山口のみとなっている。
2021年11月 - 12月は「修行期間」に入り、地上波ラジオではなく、AuDeeでの配信という形となった。
2022年7月8日以降は、山口の活動休止に伴い、江島啓一が毎週出演している。
- TOKYO NIGHT FISHING（2015年1月20日・2月17日・3月16日 20:00 - 21:00、InterFM897[37]）

### 映画
- DENKI GROOVE THE MOVIE? 〜石野卓球とピエール瀧〜（2015年、監督：大根仁[17]）
- 劇場版 がんばれ! TEAM NACS（2021年、監督：堀切園健太郎）

### テレビ
- サカナクションのNFパンチ（2015年12月 - 2019年3月、スペースシャワーTV）[18]
- MUSICIAN'S SELECT 〜selected by 山口一郎（サカナクション）〜（2015年8月26日（25日深夜）、スペースシャワーTV）[18]
- FUJI-YAMA MID-NIGHT-FISHING（2018年7月7日 - 、BSフジ）- 藤原ヒロシとのトーク番組[38]。『<MUSIC:S>』枠内にて不定期レギュラー放送
- "シュガー&シュガー" サカナクションの音楽実験番組（2019年9月18日 - 2021年12月24日、NHK Eテレ）
- NHKスペシャル（NHK総合）
  - ダビンチ・ミステリー（2019年11月10日・17日） - ナビゲーター
  - 山口一郎 "うつ"と生きる ～サカナクション 復活への日々～（2024年5月5日）[39]
- 日曜美術館「わたしとイサム・ノグチ サカナクション 山口一郎」（2021年7月18日、NHK Eテレ）[40]
- がんばれ!TEAM NACS final episode（2021年8月15日、WOWOW）- 本人 役[41]
- TAROMAN 岡本太郎式特撮活劇（2022年7月19日 - 30日、NHK教育）- インタビューパート出演[42]

### WEB番組
- my name is（2023年10月1日、ABEMA）[43]

### CM
- au × HAKUTO MOON CHALLENGE 「僕らはみんな宇宙兄弟だ。」（2016年）
- Honda「INSIGHT」（2018年）- ナレーション
- 大塚製薬カロリーメイト「考えつづける人」（2019年）- ナレーション
- ソフトバンク「速度制限マン」（2019年）
- トヨタ「ヤリスクロス」（2020年）
- 参天製薬「サンテFX」（2021年 - ）[44]
- ジンズ「JINS MEME」（2021年）[45]
- TikTok「もっと世界を好きになる。篇」（2022年）[46]

### その他
Ustream番組
- 夜のテレビジョン（2014年 - 、Ustream）- 月1回放送（予定）
- サケノサカナ（2011年 - 2013年、Ustream）- 不定期

プラネタリウム
- コニカミノルタプラネタリウム "満天" in Sunshine City「サカナクション グッドナイト・プラネタリウム」（2015年12月1日 - 2016年9月4日）- ナレーター[47]

イベント
- 「アンリアレイジ」2016年春夏パリ（2015年10月、パリ・コレクション）- サウンドディレクター[19]
- 夏越おどり（2024年7月24日）- 福岡県太宰府市太宰府天満宮
「新宝島」を生歌唱。当日、本人のX（旧・Twitter）にて、夏越おどりの法被姿の写真を添えてポストしている。

## 作品
サカナクションの作品については、サカナクション#ディスコグラフィを参照のこと。

### ミュージックビデオ
- サカナクション「ホーリーダンス」（監督）

### 参加作品
| リリース日    | 曲名                   | 収録作品                        | 担当           |
| ------------- | ---------------------- | ------------------------------- | -------------- |
| 2010年7月21日 | Magic Time             | SMAP『We are SMAP!』            | 作詞・作曲     |
| 2010年6月23日 | kimino-me              | Base Ball Bear『CYPRESS GIRLS』 | ゲストボーカル |
| 2011年6月15日 | こどなの階段           | 南波志帆「こどなの階段」        | 作曲           |
| 2012年8月1日  | Moment                 | SMAP「Moment」                  | 作詞・作曲     |
| 2022年4月7日  | 下呂市立金山小学校校歌 | （収録予定なし）                | 作曲           |